# Чизеран (Долина Аосте)
Чизеран је насеље у Италији у округу Долина Аосте, региону Долина Аосте.
Према процени из 2011. у насељу је живело 153 становника. Насеље се налази на надморској висини од 616 м.